# Las (ciudad)

Mapa del sur del Peloponeso en la Antigüedad. La ciudad de Las se encontraba en la costa del golfo de Laconia, cerca de Gitio.

Las, La o Laas (en griego, Λάαν, Λα o Λάας) es el nombre de una antigua ciudad griega de Laconia, que fue mencionada por Homero en el Catálogo de las naves de la Ilíada.
Según la mitología griega, su fundador epónimo fue Las, al que mató, según diferentes versiones, Aquiles o Patroclo cuando fueron a pretender como esposa a Helena. La supuesta tumba de este fundador, junto con una estatua suya, se hallaba, según Pausanias en un lugar de Laconia llamado Araino. En otro episodio mítico, fue destruida por los Dióscuros, por lo que se les dio el sobrenombre de Lapérsai, cuyo significado es «los destructores de Las».
Estrabón cuenta que fue usada como base naval desde tiempos de los Heraclidas y Tucídides la menciona en el marco de la guerra del Peloponeso, donde fue puerto de la flota de los espartanos.
Pausanias la ubicaba a diez estadios del mar y a cuarenta de la ciudad de Gitio y la mencionaba entre las ciudades pertenecientes a la liga de los eleuterolaconios. En su tiempo existía una población que estaba en medio de los montes Asia, Ilion y Cnacadio, pero la ciudad antigua, de la que solo quedaban ruinas, había estado ubicada sobre el monte Asia. Delante de sus murallas se hallaba una estatua de Heracles y un trofeo en honor de los lacedemonios que se unieron a los macedonios de Filipo cuando este comandó una expedición por el Peloponeso. Había también un templo de Atenea Asia que se creía que había sido erigido por los Dióscuros por haber vuelto sanos de la Cólquide tras haber formado parte de la expedición de los argonautas. Cerca de la ciudad de los tiempos de Pausanias había una fuente llamada Galacó, junto con un gimnasio y una estatua de Hermes. En el monte Ilion había un templo de Dioniso y otro de Asclepio, mientras en el monte Cnacadio había un Apolo Carneo
Se cree que debió localizarse en una colina donde actualmente se hallan las ruinas del castillo de Passava, a unos 9 km de Gitio.